# Liceo ginnasio statale Luigi Galvani
Il Liceo ginnasio statale "Luigi Galvani" è un liceo classico, scientifico e linguistico della città di Bologna.

## Storia
(Motto del Liceo)
Fu fondato nel 1860, quando il governatore provvisorio "dei Ducati e della Romagna", Luigi Carlo Farini, istituì sul modello piemontese i licei statali nelle città da lui amministrate. Venne fondato con il nome iniziale di "regio liceo di Bologna" con due sole classi ed ebbe la sua prima sede nei locali dell'Ospedale della Morte, oggi sede del Museo civico archeologico. Vi si insegnavano italiano, latino, greco, filosofia, storia, geografia, matematica, fisica, scienze. Ospita anche la biblioteca Zambeccari. 

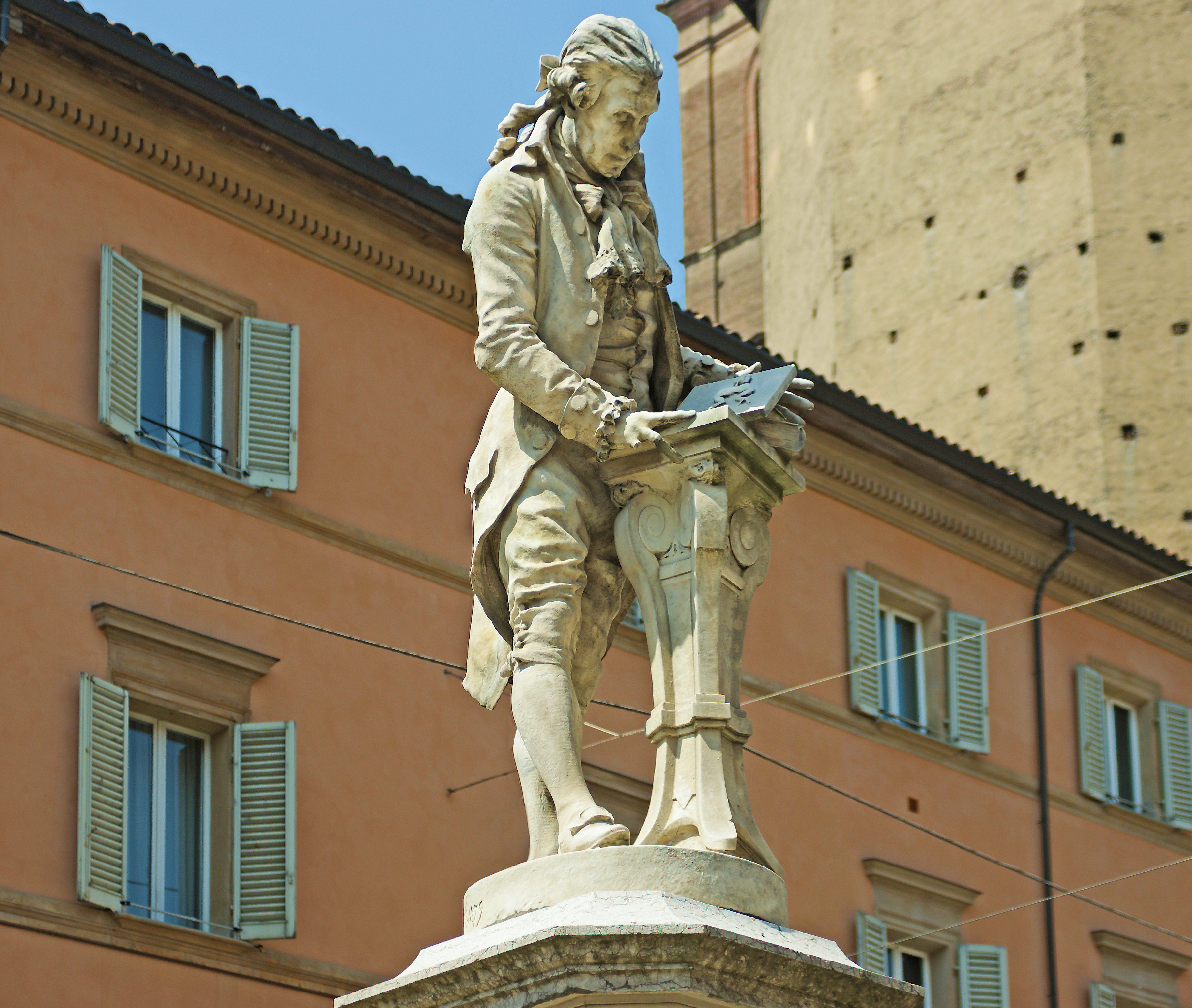
Il monumento a Luigi Galvani a Bologna.

Il liceo venne intitolato, nel 1865, a Luigi Galvani, illustre fisiologo, fisico e anatomista bolognese del XVIII secolo.

Alcuni anni più tardi, nel 1882, venne trasferito nella sede del ginnasio comunale “Guinizelli”, in via Castiglione 38, presso l'antico collegio gesuita di Santa Lucia, completando il ciclo di studi superiore.
Il liceo non subì alcuna occupazione durante le lotte studentesche negli anni sessanta e settanta e fu occupato per la prima volta solo nell'ottobre 2005, durante le proteste che opposero gli studenti superiori alla riforma Moratti, ma solo per un giorno; nell'autunno del 2008 seguì una occupazione di tre giorni di protesta contro la riforma Gelmini.
Il liceo venne nuovamente occupato dal 20 al 26 marzo 2022 in seguito all’ondata di occupazioni di quell’anno che coinvolsero quasi tutti i licei e gli istituti bolognesi.
Sono stati alunni del Galvani il poeta e regista cinematografico Pier Paolo Pasolini, la scrittrice Renata Viganò, il giuslavorista Marco Biagi, gli uomini politici Agostino Bignardi, Gianfranco Fini, Pier Ferdinando Casini e lo scrittore Enrico Brizzi; sono stati docenti al Galvani, tra gli altri, i poeti Giosuè Carducci e Giovanni Pascoli ed il presbitero e benefattore Olinto Marella.

## Sede
L'area della città di Bologna detta "di Santa Lucia", compresa tra via Castiglione, via Cartoleria e via de' Chiari, era conosciuta in passato con il nome di "isolato gesuitico": qui si era infatti insediata nel Cinquecento la Compagnia di Gesù, fondandovi i due collegi dedicati a san Francesco Saverio (o "collegio dei nobili"), nell'area dell'attuale teatro Duse, ed a san Luigi (o "collegio dei cittadini" o "dei borghesi"), in angolo tra via Cartoleria e via de' Chiari. In queste scuole studiò a metà Settecento anche il beato Bartolomeo Maria dal Monte.
Nonostante la soppressione dell'ordine nel 1773, le scuole non vennero chiuse, ma tenute aperte dai Barnabiti. In età napoleonica venne abolito il "collegio dei nobili", accorpato al collegio "San Luigi".
Dal 1935 il liceo ha inglobato le sale dell'ex Biblioteca Zambeccari, oggi utilizzate per ospitare congressi, conferenze, corsi di aggiornamento, concerti.
La biblioteca, voluta dai Gesuiti nel 1744 per collocarvi l'ampio patrimonio librario, fu l'ultimo grande intervento prima della soppressione dell'ordine, nonché la prima biblioteca pubblica di Bologna. La sua costruzione fu opera dell'architetto bolognese Giuseppe Antonio Ambrosi, che vi realizzò un'insolita scala d'accesso romboidale, inscritta in un vano rettangolare, e la sala studio, dotata di due ordini di scansie intagliate a coprire interamente le pareti, ed affreschi rococò. La biblioteca fu progressivamente spogliata del proprio patrimonio librario durante il periodo napoleonico e con l'unità d'Italia, venendo chiusa durante il fascismo.
La sede ospita inoltre il "Museo permanente della strumentazione storica", aperto nel 1999, che occupa alcune stanze di impianto bassomedioevale. Esso raccoglie apparecchi di uso didattico risalenti anche al Settecento, tra cui un Tellurio, un modello per la dimostrazione e spiegazione dei fenomeni astronomici terrestri e lunari e dei loro rapporti in riferimento al sole. Vi si trovano anche collezioni di minerali, insetti, uccelli e animali impagliati, tre serie di tavole murali e quattro collezioni erbario dell'Ottocento. In seguito ad un fortuito ritrovamento di un cofanetto Minerva con 100 lastre sulla Grande Guerra, è ora in allestimento una sezione dedicata alla fotografia. È stata infine ricostruita con arredi d'epoca un'aula del regio liceo.